# برايان د. براون
بريان دوغلاس «دوغ» براون (بالإنجليزية: Bryan Douglas "Doug" Brown)‏ (ولد في 20 أكتوبر 1948) كان فريق أول من أربع نجوم في الجيش الأمريكي وقد تقاعد في عام 2007 بعد أربعة عقود من الخدمة العسكرية. في مهمته النهائية شغل منصب القائد السابع لقيادة العمليات الخاصة الأمريكية (أوسوكوم) من 2 سبتمبر 2003 وحتى 9 يوليو 2007. كان قائد أوسوكوم مسؤولا عن جميع قوات العمليات الخاصة الموحدة على الواجب والاحتياطي.
انضم براون إلى جيش الولايات المتحدة في عام 1967 كجندي في المشاة وبعد تخرجه من دورة تأهيل القوات الخاصة أصبح عضوا في القوات الخاصة الأمريكية. بعد ذلك بوقت قصير قاتل في حرب فيتنام كجزء من القوات الخاصة الفريق «أ». بعد عودته من جولته القتالية التحق في مدرسة المرشحين وتخرج برتبة ملازم ثاني في مايو 1970. بعد انتسابه في مدرسة طيران الجيش عاد إلى فيتنام كطيار للمروحية يو إتش-1 إركويس. بعد حرب فيتنام كان جزءا من فرقة عمل فوج طيران العمليات الخاصة 160 في عام 1981. خلال فترة عمله في الفوج شارك في العديد من العمليات الطارئة في عقد 1980 وأوائل عقد 1990. في عام 1983 شارك براون في غزو غرينادا حيث أصبحت وحدته وحدة الطيران الأولى التي تستخدم نظارات للرؤية الليلية في القتال. في أواخر الثمانينيات قاد جميع القوات الأمريكية المكلفة بعملية برايم شانس في الخليج العربي وسط الحرب الإيرانية العراقية. بعد ذلك بوقت قصير قاد كتيبة في الفوج خلال عملية عاصفة الصحراء وبعد ذلك تم ترقيته إلى عقيد وقائد للفوج. خلال حرب الخليج الثانية في عام 1991 قاد براون كتيبة ضمن الفوج خلال عملية درع الصحراء وعملية عاصفة الصحراء. شملت مهامها خلال العمليات إدراج فرق القوات الخاصة واستخراجها وإعادة تزويد الوحدات وأداء مهمات الاستطلاع ومهاجمة الأهداف المحددة مسبقا. أصبح براون الضابط الثالث في الكتيبة بعد عملية عاصفة الصحراء. بعد تركه الفوج خدم على رأس قيادة العمليات الخاصة المشتركة من 1998 إلى 2000 ثم قيادة العمليات الخاصة للجيش الأمريكي من 2000 إلى 2002.
في عام 2002 أصبح براون نائبا لقيادة العمليات الخاصة الأمريكية وشغل المنصب حتى عام 2003 عندما تم اختياره ليحل محل الفريق الأول الجوي تشارلز ر. هولاند قائدا لقيادة العمليات الخاصة الأمريكية. بعد فترة وجيزة من تعيينه رئيسا للأوسوكوم في عام 2004 تورط في إطلاق نيران صديقة على بات تيلمان التي بلغت ذروتها عندما أدلى بشهادته أمام لجنة الكونغرس للرقابة وإصلاح الحكومة في عام 2007. أيضا خلال فترة ولايته في قيادة أوسوكوم أنشأ قيادة العمليات الخاصة للقوات البحرية في عام 2006. تقاعد براون في عام 2007 بعد قيادة أوسوكوم خلال أربع سنوات من حرب العراق والحرب في أفغانستان.